# Koshisaurus
Koshisaurus là một chi khủng long, được Shibata & Azuma mô tả khoa học năm 2015.